# Blæseinstrument
 "Blæser" omdirigeres hertil. For andre betydninger af Blæser, se Ventilator.
Blæseinstrumenter opdeles efter deres virkemåde i messingblæsere og træblæsere. Fælles for blæseinstrumenterne er, at musikeren puster i instrumentet for at frembringe en luftstrøm. Luftstrømmen sættes i svingninger, og svingningerne forstærkes af instrumentet og opfattes som lyd.
Et eksempel på sådan et instrument er bl.a. fløjte herunder blokfløjte, blikfløjte og pilefløjte.
- Wikimedia Commons har flere filer relateret til Blæseinstrument